# 朱家岗战斗烈士墓
朱家岗战斗烈士墓，位于江苏省宿迁市泗洪县曹庙乡西南2000米朱岗村，是中华人民共和国江苏省文物保护单位之一。
1982年3月25日，授予江苏省文物保护单位，是一座近现代历史遗迹及革命纪念建筑物。